# هلفيلة غاريقونية الشكل
هلفيلة غاريقونية الشكل (الاسم العلمي: Helvella agariciformis) هي نوع من الفطريات تتبع جنس الهلفيلة من الفصيلة الهلفيلية.